# Nätådrig parkmätare
Nätådrig parkmätare, Eustroma reticulata,  är en fjärilsart som beskrevs av Michael Denis och Ignaz Schiffermüller 1775. Nätådrig parkmätare ingår i släktet Eustroma och familjen mätare, Geometridae. Enligt den svenska rödlistan är arten sårbar, VU, i Sverige, medan den är bedömd som livskraftig, LC, i Finland. I Sverige förekommer arten från Skåne i söder till Ångermanland i norr men saknas i Blekinge och på Öland och Gotland, även om enstaka migrerande individer hittats där. I Finland förekommer arten från Nyland i söder till Norra Österbotten i norr men saknas i Södra Österbotten, Österbotten och i Egentliga Finland och på Åland. Artens livsmiljö är skogslandskap, våtmarker, jordbrukslandskap där dess värdväxt, springkorn, förekommer. Fyra underarter finns listade i Catalogue of Life, Eustroma reticulata dictyota Prout, 1937, Eustroma reticulata hengduanensis Xue, 1999, Eustroma reticulata obsoleta Djakonov, 1929 och Eustroma reticulata reticulata ([Denis & Schiffermüller], 1775)

## Bildgalleri

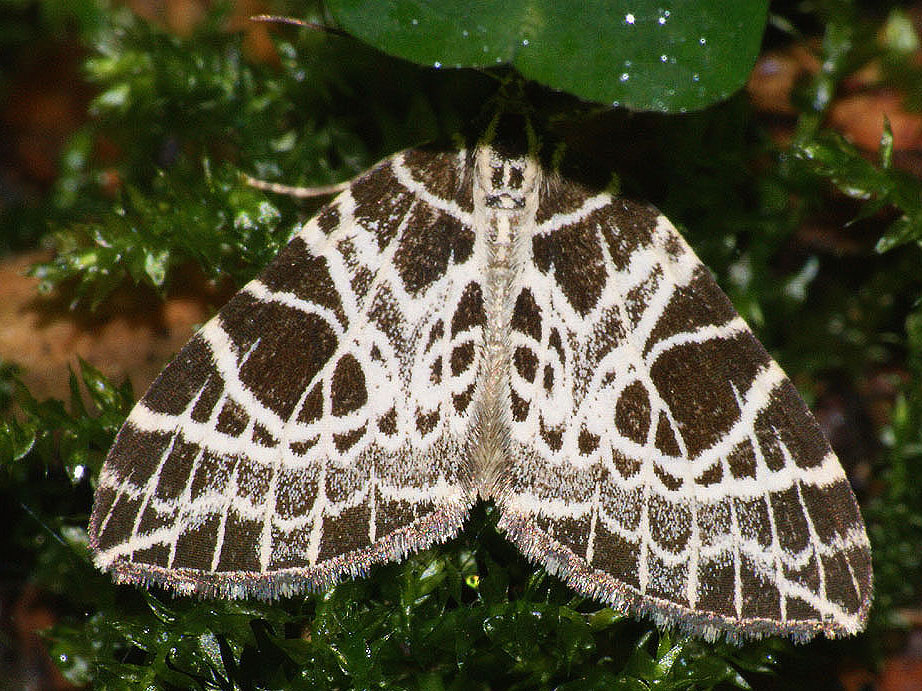
Imago fjäril
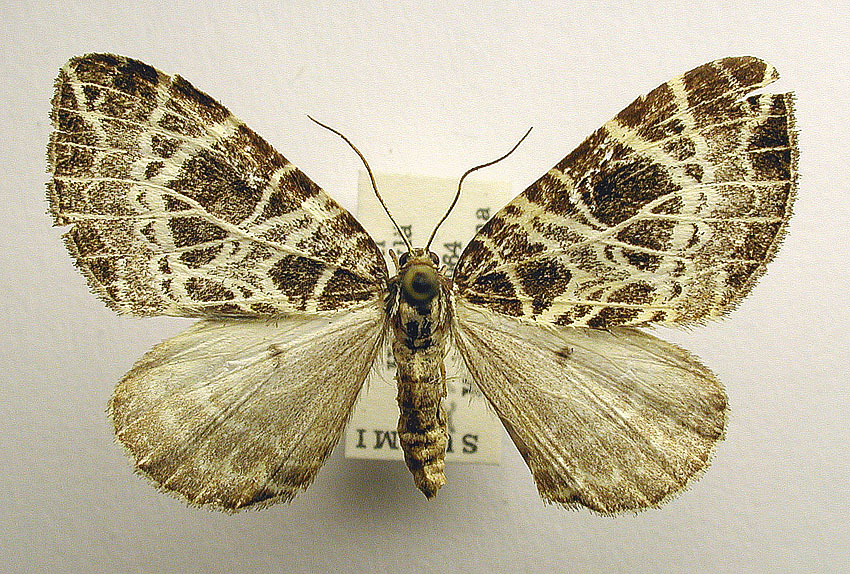
Preparerad (uppnålad) imago fjäril.